# Barhalganj
Barhalganj (o Chillupar) è una suddivisione dell'India, classificata come nagar panchayat, di 19.171 abitanti, situata nel distretto di Gorakhpur, nello stato federato dell'Uttar Pradesh. In base al numero di abitanti la città rientra nella classe IV (da 10.000 a 19.999 persone).

## Geografia fisica
La città è situata a 26° 16' 56 N e 83° 30' 30 E e ha un'altitudine di 58 m s.l.m..

## Società

### Evoluzione demografica
Al censimento del 2001 la popolazione di Barhalganj assommava a 19.171 persone, delle quali 9.898 maschi e 9.273 femmine. I bambini di età inferiore o uguale ai sei anni assommavano a 3.053, dei quali 1.480 maschi e 1.573 femmine. Infine, coloro che erano in grado di saper almeno leggere e scrivere erano 11.510, dei quali 6.678 maschi e 4.832 femmine.